# 루타이
루타이(เลอไทย, Loe Tai)는 수코타이(1257–1323)의 네 번째 왕이다. 그는 그의 사촌Nguanamthom에 의해 왕좌가 박탈될 때까지 그의 아버지 람캄행의 선례를 받았다.
람캄행의 사망 이후 그의 아들 루타이가 왕조를 이어받았다.

## 같이 보기
- 수코타이 왕조
- 람캄행
- 태국의 군주
- 태국의 군주 목록

| 전임 람캄행 | 제4대 태국의 군주 1298년 – 1323년 | 후임 구아남퉁 |